# カインズモール関
カインズモール関（かいんずもーるせき）とは、岐阜県関市にあるベイシアグループのショッピングセンター。
2009年4月にオープンした。

## 概要
- カインズ・ベイシアスーパーセンターを中心としたショッピングセンター
- オープンエアモール型のショッピングセンターで、カインズには、スガキヤ、ソフトバンクがある。

## 交通アクセス
- 国道248号線 沿い
- 岐阜バス岐阜関線「小屋名」バス停下車徒歩約10分
- 関シティバス「ベイシア前」下車

## 周辺
- 岐阜県百年公園
- かっぱ寿司
- とれったひろば など